# ソビエト連邦文化省
ソビエト連邦文化省（ソビエトれんぽうぶんかしょう、露: Министерство культуры СССР）は、ソビエト連邦における主要な政府機関の一つ。
1936年に設立された。1946年までは国家芸術委員会（Комитетподеламискусств）として知られていた。全省庁レベルの省は、数年間、閣僚評議会の国家委員会として存在した後、1953年に設立された。文化省は、1953年からは文化大臣によって指導された。